# Félix Fernández (football)
Pour les articles homonymes, voir Félix Fernández.
Félix de Jesús Fernández Christileb dit Félix Fernández, né le 11 janvier 1967 à Mexico, est un footballeur évoluant au poste de gardien, membre de l'équipe du Mexique lors de la Coupe du monde 1994 (sans y disputer un seul match). Ayant effectué la majeure partie de sa carrière au CF Atlante, son numéro 12 est aujourd'hui retiré.